# 松藤裕子
松藤 裕子（まつとう ゆうこ、1981年12月7日 - ）は、埼玉県出身のタレント。

## 出演

### バラエティ
- アイドルハイスクール 芸能女学館（1998年、CX）

### ドラマ
- P.A.（1998年、NTV）

### CM
- 森永製菓　チョコモナカジャンボ

| スタブアイコン | サブスタブ | この項目は、まだ閲覧者の調べものの参照としては役立たない、アイドル（グラビアアイドル・ライブアイドル・ネットアイドル・レースクイーン・コスプレイヤーなどを含む）に関連した書きかけの項目です。この項目を加筆・訂正などしてくださる協力者を求めています（P:アイドル/PJ:芸能人）。 |